# Tongern
Tongern (niederländisch Tongeren, limburgisch Tóngere, französisch Tongres) ist eine ehemalige Gemeinde und Stadt in der belgischen Provinz Limburg und der niederländischsprachigen Region Flandern. Sie ist die älteste Stadt Belgiens (gegründet um 15 v. Chr.), entstanden aus der römischen Siedlung Aduatuca Tungrorum, die an der Römerstraße von Köln nach Bavay lag, die heute Via Belgica genannt wird und weiter bis nach Bononia führte. Zum 1. Januar 2025 erfolgte die Fusion der Gemeinden von Borgloon und Tongern zu Tongeren-Borgloon.

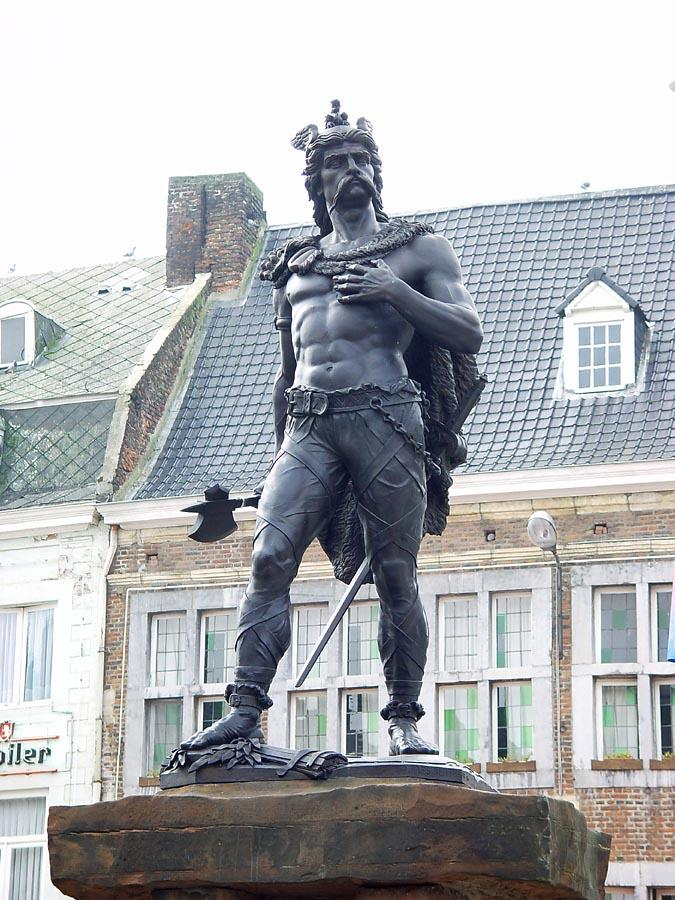
Denkmal des Ambiorix

## Politik

### Stadtrat
- Vooruit: 9
- Groen: 2
- CD&V - VLD: 14
- N-VA: 4
- VB: 2

Nach der Wahl kam es zu einer Koalition aus CD&V - VLD und Vooruit. 
 Zusammen kommen sie auf 23 der 31 Sitze.
- Vooruit: 46
- Groen: 3
- CD&V: 23
- CD&V - VLD: 28
- Open VLD: 34
- N-VA: 10
- VB: 5

- Vooruit: 46
- Open VLD: 34
- CD&V - VLD: 28
- CD&V: 23
- N-VA: 10
- VB: 5
- Groen: 3

## Geografie
Tongern liegt im Süden der belgischen Provinz Limburg, etwa 15 km nördlich von Lüttich, 15 km westlich von Maastricht und ungefähr 20 km südlich von Hasselt.

## Geschichte
Das antike Aduatuca Tungrorum ist wohl nicht identisch mit dem befestigten Platz Aduatuca, bei dem Quintus Titurius Sabinus, ein Feldherr Caesars, 54 v. Chr. eine empfindliche Niederlage gegen die von Ambiorix geführten Eburonen erlitt und fiel. Während der Regierungszeit von Kaiser Augustus entstand um 15 v. Chr. auf dem Gebiet des heutigen Tongern ein römisches Militärlager und in dessen Nähe bald darauf eine zivile Siedlung. Aduatuca Tungrorum wurde Hauptort der Tungerer und der römischen Civitas Tungrorum. Gegen Ende der Herrschaft des Augustus wurde das Militärlager aufgegeben, doch der Ort blieb ein wichtiges Handelszentrum. Während der Revolte des Iulius Civilis 69/70 n. Chr. scheint Aduatuca Tungrorum zerstört worden zu sein, wurde aber bald wieder aufgebaut. Es entwickelte sich zu einem wichtigen Straßenknotenpunkt und zum nach Köln bedeutendsten Ort der Provinz Germania inferior. Trajan oder Hadrian ließ es von einer Mauer von etwa 4,5 km Umfang umgeben. Um 275 plünderten Franken die Stadt. Nach deren Vertreibung legten die Römer eine neue, aber deutlich kleinere Umfassungsmauer an. Die Stadt kam nun zur Provinz Germania secunda. 451 wurde sie vielleicht während des Einfalls Attilas von den Hunnen zerstört. Jedenfalls endete kurz nach diesem Zeitpunkt die römische Periode in Tongern. Reste der im 2. Jahrhundert errichteten Stadtmauer, ferner von Häusern, eines Heiligtums und eines Aquädukts sowie viele Gräber blieben erhalten.
Die Stadt war schon seit dem Anfang des 4. Jahrhunderts Sitz eines Bischofs gewesen, der um 595 nach Maastricht und 718/19 nach Lüttich übersiedelte. Im Jahre 881 wurde Tongern von den Normannen gebrandschatzt.
Die weitgehend zerstörte Stadt entstand dann im 10. Jahrhundert neu, kam 980 an den Bischof Notger von Lüttich und gehörte bis zum Ende des Ancien Régime zum Hochstift Lüttich. 1401 und 1553 wüteten hier Pestepidemien. 1677 wurde Tongern von Truppen Ludwigs XIV. niedergebrannt.

## Stadtteile
- Berg
- Diets-Heur
- Henis
- ’s Herenelderen
- Koninksem
- Lauw
- Mal
- Neerrepen
- Nerem
- Overrepen
- Piringen
- Riksingen
- Rutten
- Sluizen
- Vreren (frz. Frères)
- Widooie

## Sehenswürdigkeiten
Museen

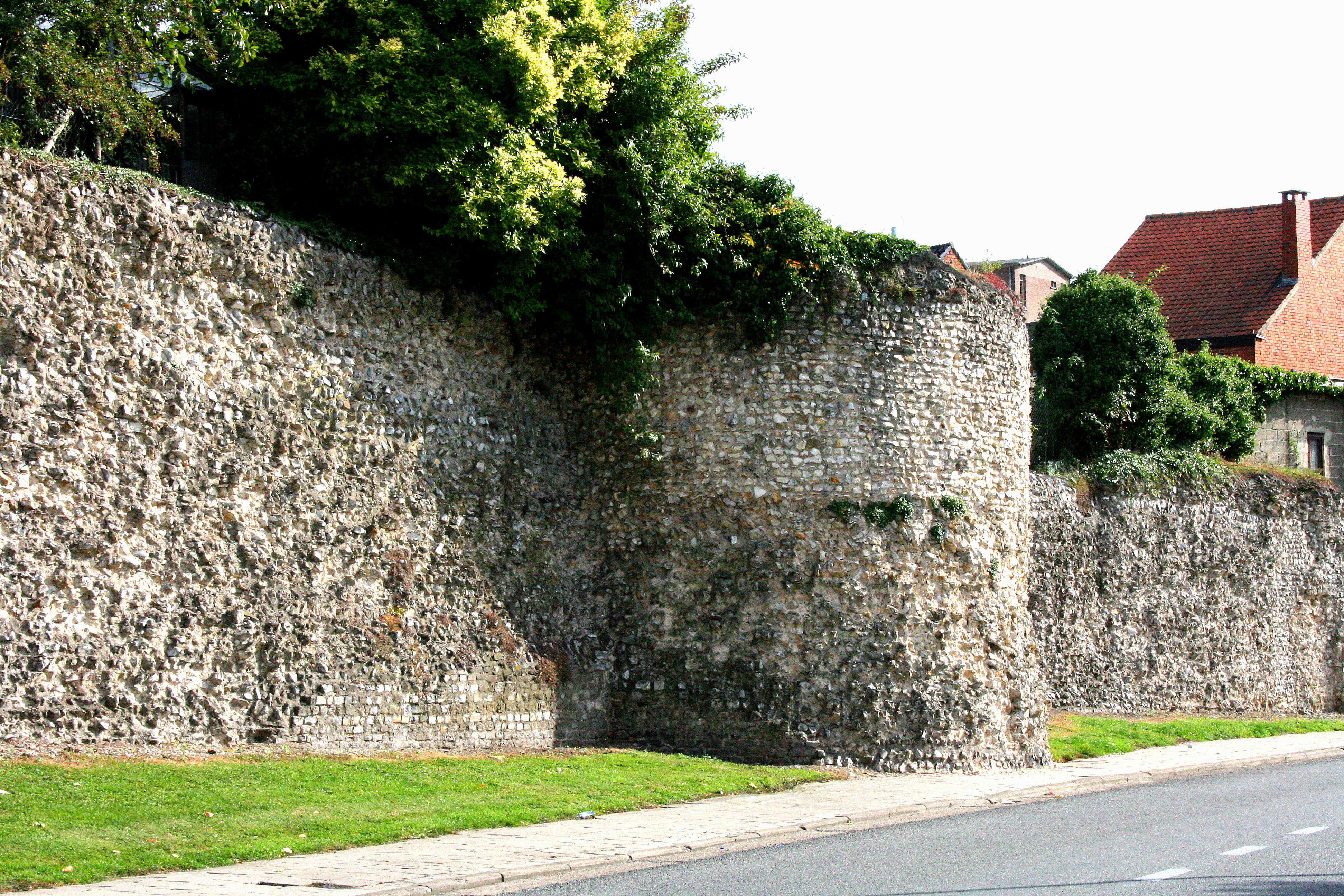
Römische Mauer

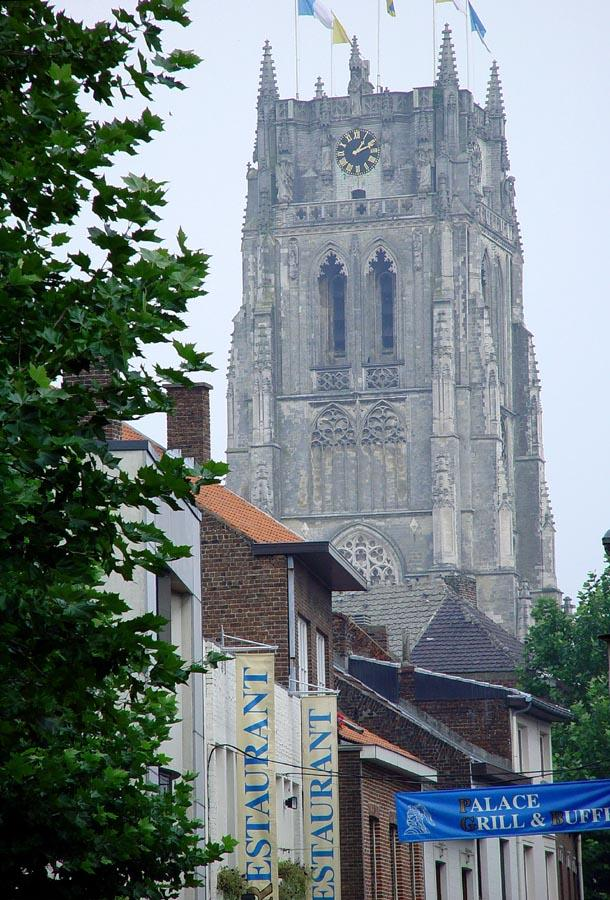
Liebfrauenbasilika Tongern

- Gallo-Römisches Museum Tongern: Das römische Museum wurde vom „The European Museum Forum“ zum „Europäischen Museum des Jahres 2011“[6] gekürt.
- Ehemaliges Gefängnis: Der Bau des ehemaligen Gefängnisses ist für das Publikum geöffnet und gibt Einblick in das „Leben hinter Mauern“ zwischen 1880 und 2005.
- Teseum: Museum der Liebfrauenbasilika (Schatzkammer und Archäologische Ausgrabungen).

Bauwerke
- Erste Römische Mauer, gebaut im 2. Jahrhundert n. Chr., von ihrer ursprünglichen Länge von 4.544 m sind noch etwa 1.500 m erhalten.
- Zweite Römische Mauer, im 4. Jahrhundert n. Chr. zur Verteidigung gegen die Franken gebaut, umschloss ein wesentlich kleineres Areal als die erste. Von dieser Mauer haben sich keine oberirdischen Reste erhalten.
- Mittelalterliche Mauer: die Mauer umgibt das Zentrum Tongerns und datiert aus der Zeit von 1257–1264. Sie wurde auf römischen Fundamenten gebaut und ist heute noch erhalten.
- Standbild des Ambiorix: Das bekannteste Denkmal Tongerns zeigt den belgischen Nationalhelden Ambiorix.
- Begijnhof mit Beginenhofkirche: aus dem 13. Jahrhundert
- Moerenpoort: Waffenmuseum, befindet sich in historischem Stadttor
- Onze-Lieve-Vrouw-Basilika (Liebfrauenbasilika), erbaut in der heutigen Form in den Jahren 1240–1541, gotisch.
- Pliniusbrunnen

## Regelmäßige Veranstaltungen
- Trödelmarkt: Jeden Sonntag von 6 bis 13 Uhr findet in Tongern ein überregional beliebter Trödelmarkt statt. Dort werden überwiegend von professionellen Händlern antike Dinge aller Art angeboten.
- Onze-Lieve-Vrouw-Basilika - Prozession: Alle sieben Jahre wird eine große Prozession mit dem Muttergottesbild gehalten, das als wundertätig betrachtet wird. Das letzte Prozessionsjahr war 2015, 2023 findet die nächste Prozession statt.

## Verkehr
Tongern liegt an der Bahnstrecke Lüttich—Hasselt—Antwerpen sowie an der Bahnstrecke Aachen–Tongern. Letztere dient ausschließlich dem Güterverkehr.

## Städtepartnerschaften
- Kalisz in Polen
- Rom in Italien

## Persönlichkeiten
Söhne und Töchter der Stadt:
- Petrus Nicolartius (1587–unbekannt), römisch-katholischer Theologe, Generalvikar im Bistum Münster, Weihbischof in Hildesheim und Rektor der Universität zu Köln
- Oscar Emmanuel Angenot (1857–1922), Porträt-, Genre- und Blumenmaler
- Philippe Boesmans (1936–2022), Komponist und Organist
- Robert Cailliau (* 1947), Informatiker
- Camille van Camp (1834–1891), Porträt- und Landschaftsmaler
- Fud Candrix (1908–1974), Jazz-Musiker, Arrangeur und Bandleader
- Amaury Capiot (* 1993), Radrennfahrer
- Constant Claes (1826–1905), Porträt-, Genre- und Kirchenmaler
- Cyriel Dessers (* 1994), nigerianischer Fußballspieler
- Johann Ludwig von Elderen (1620–1694), Fürstbischof von Lüttich
- Everigisil (ca. 6. Jh.), Bischof von Köln
- Jozef-Maria Heusschen (1915–2002), Bischof von Hasselt
- Patrick Hoogmartens (* 1952), Bischof von Hasselt
- Freddy Loix (* 1970), Rallyefahrer
- Lutgard von Tongern (1182–1246), Heilige
- Liesbeth Mouha (* 1983), Volleyball- und Beachvolleyballspielerin
- Tom Muyters (* 1984), Fußballspieler
- Wilfried Nelissen (* 1970), Radrennfahrer
- Yves Petry (* 1967), Schriftsteller und Journalist
- Erik Schoefs (* 1967), Bahnradsportler
- Frans Schoubben (1933–1997), Radrennfahrer
- Ann Simons (* 1980), Judoka
- Erwin Thijs (* 1970), Radrennfahrer
- Arnold von Tongern (≈1470–1540), Theologe, Geistlicher und Hochschullehrer
- Guy Vandersmissen (* 1957), Fußballspieler
- Conrad Arnold von Vincquedes (1656–?), Leibarzt des Klosters St. Hubertus und Mitglied der „Gelehrtenakademie Leopoldina“
- Dries Wouters (* 1997), Fußballspieler

Personen mit Beziehung zur Stadt:
- Patrick Dewael (* 1955), belgischer Politiker (VLD), ehemaliger Innenminister und Vize-Premierminister

## Galerie

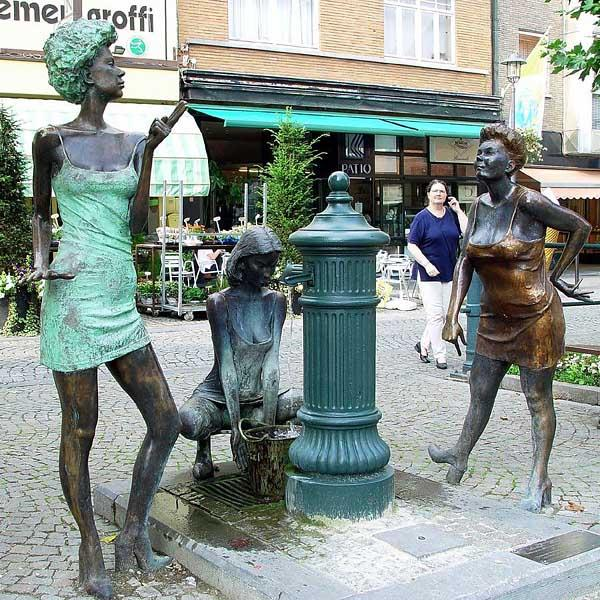
In der Innenstadt von Tongern
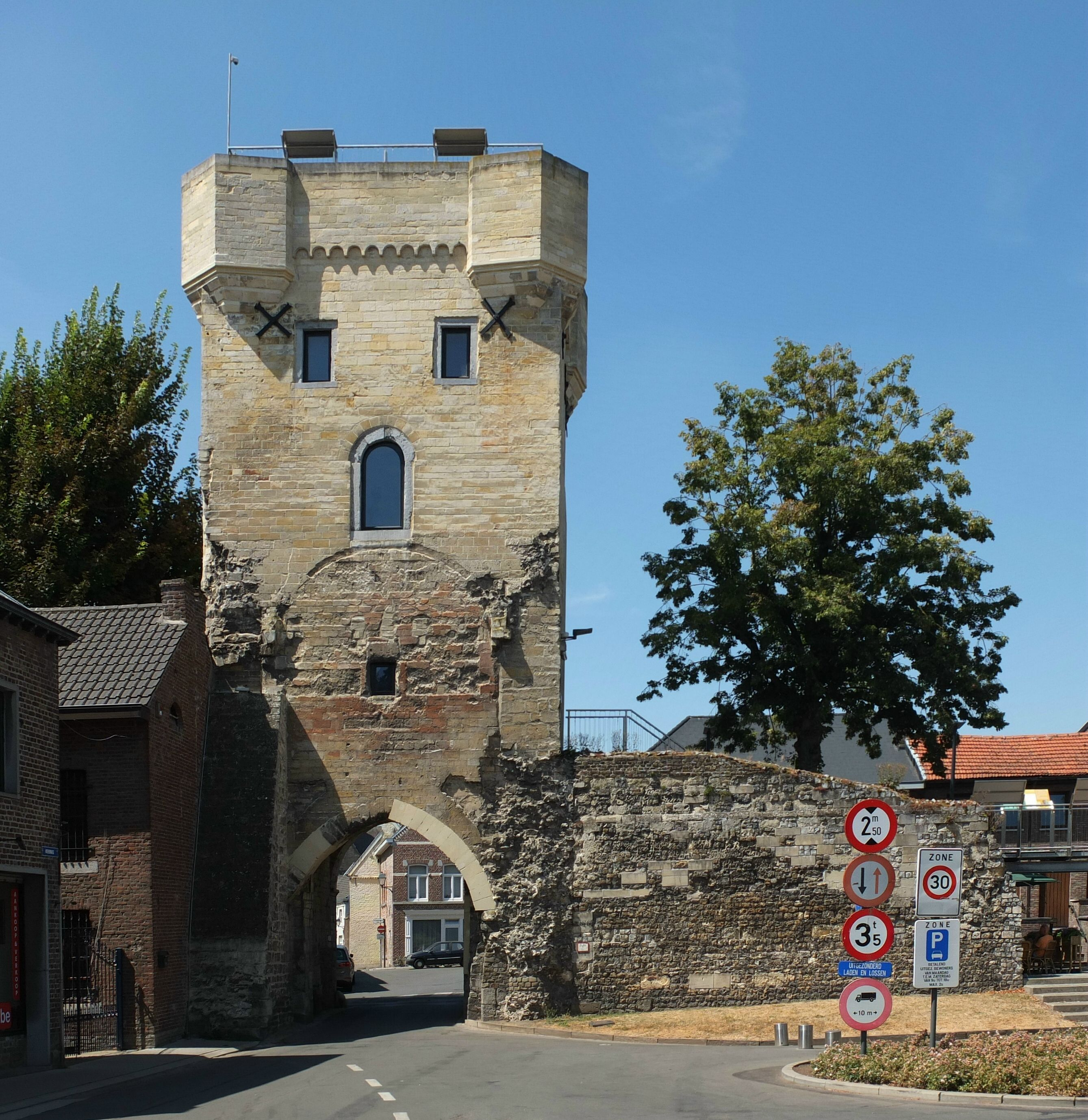
Stadttor, sog. „Moerenpoort“
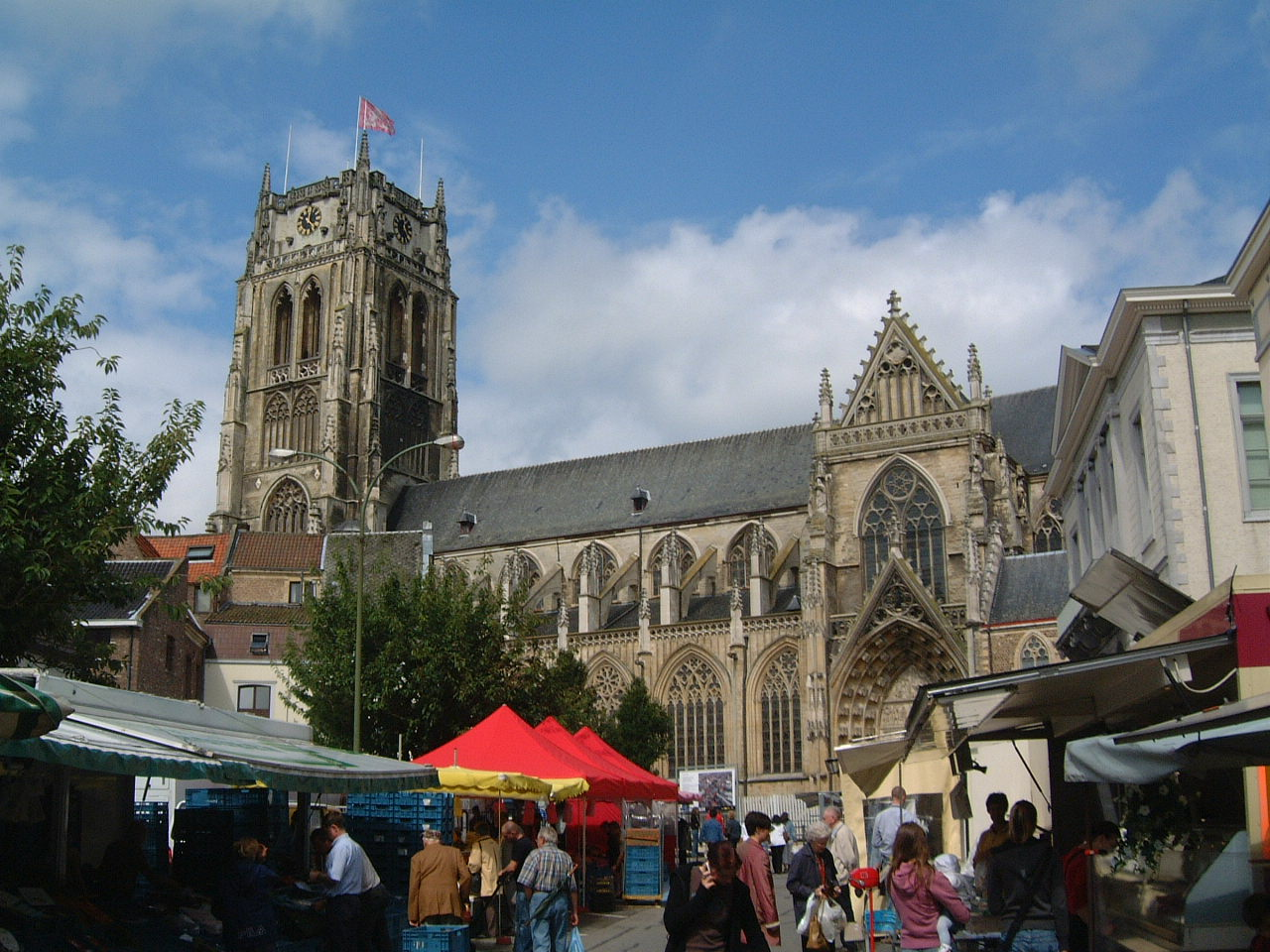
Markt vor der Basilika
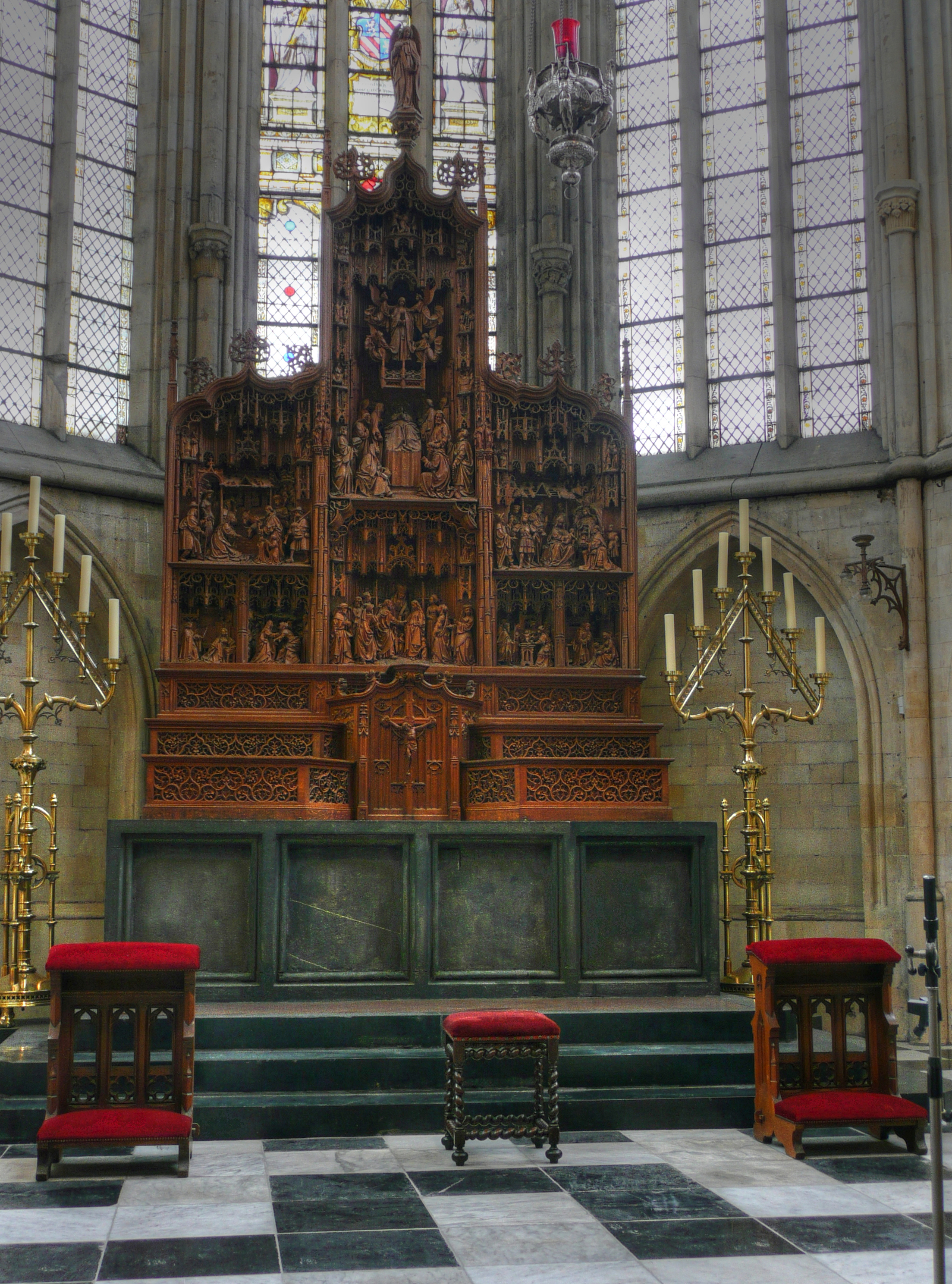
Hochaltar in der Basilika
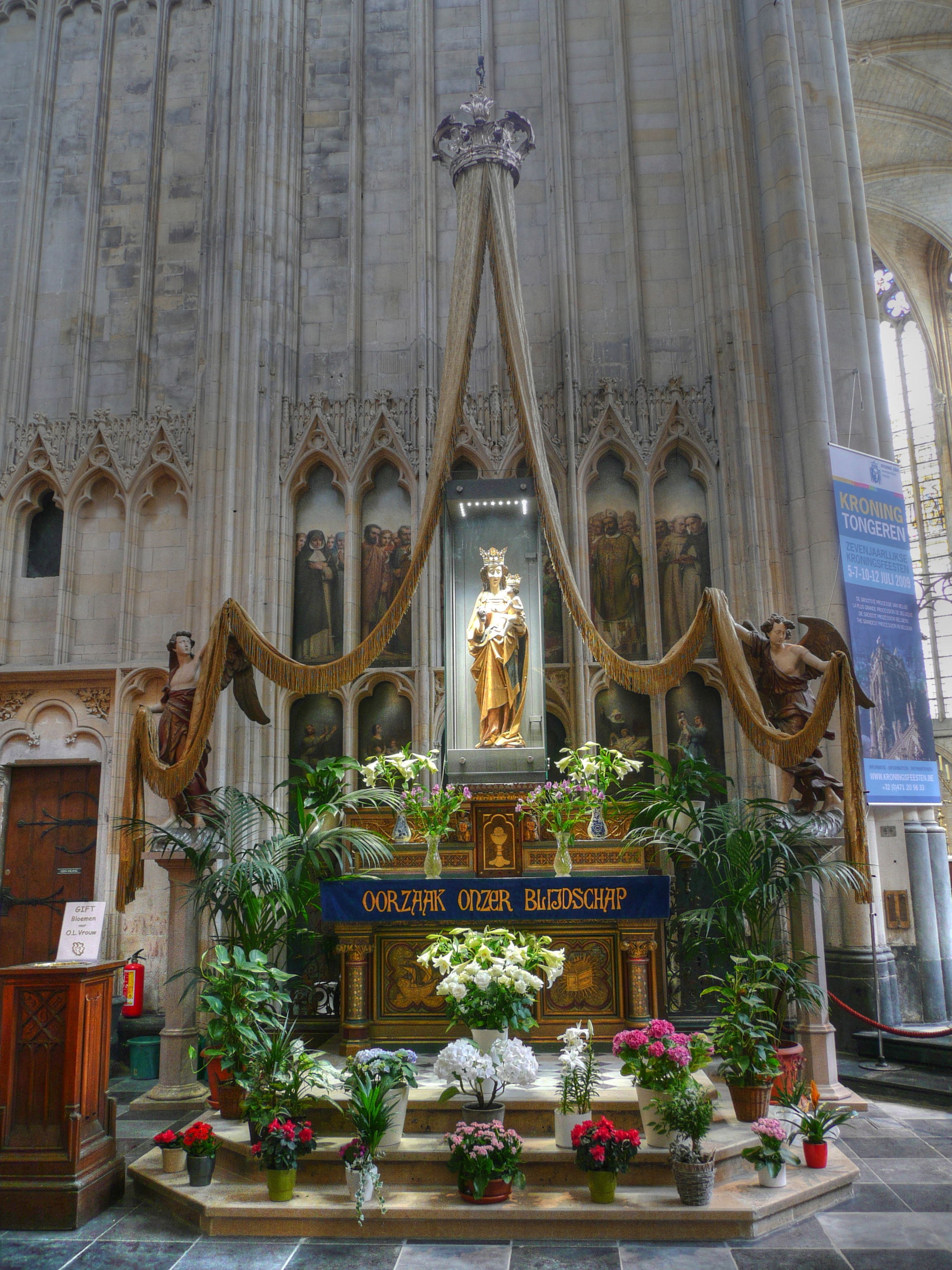
Marienaltar in der Basilika
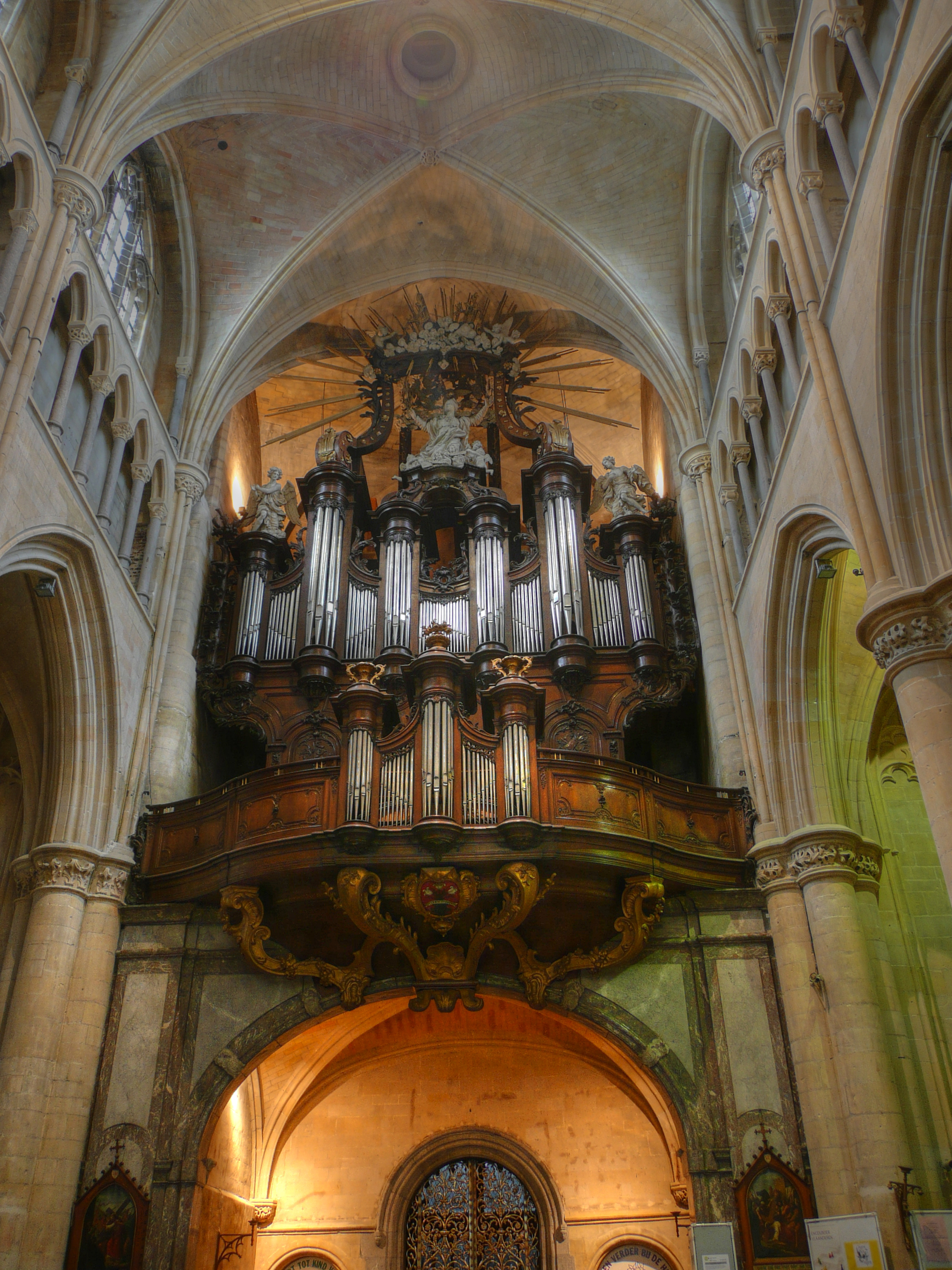
Orgel in der Basilika
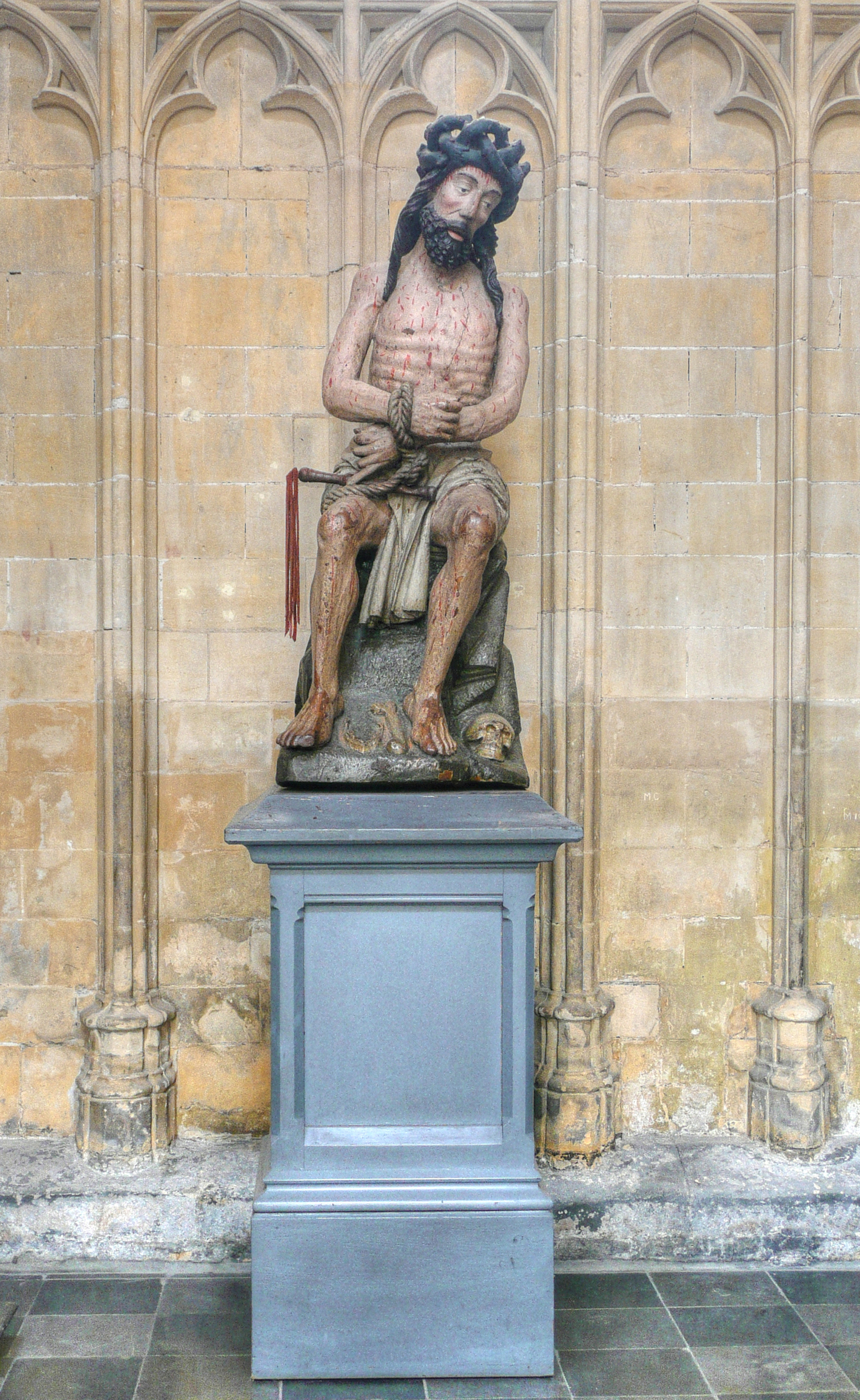
Schmerzensmann in der Basilika